# Messerangriff in Aschaffenburg 2025
Bei einem Messerangriff in Aschaffenburg wurden am 22. Januar 2025 ein marokkanisches Kleinkind und ein Deutscher getötet sowie drei weitere Menschen schwer verletzt, darunter ein weiteres Kleinkind. Der Messerangriff ereignete sich im innerstädtischen Park Schöntal. Tatverdächtig ist ein ausreisepflichtiger 28-jähriger Afghane, der unmittelbar nach der Tat von der Polizei festgenommen wurde. Das Motiv der Tat ist Gegenstand von Ermittlungen.

## Tathergang und Opfer
Am 22. Januar 2025 um 11:45 Uhr verfolgte ein Mann im Park Schöntal eine Kita-Gruppe aus zwei Erzieherinnen und fünf Kleinkindern. Einen in einem Bollerwagen sitzenden zweijährigen Jungen marokkanischer Abstammung tötete er mit mindestens sieben Stichen eines 32 cm langen Küchenmessers. Danach stach er auf ein ebenfalls im Bollerwagen sitzendes zweijähriges Mädchen syrischstämmiger Eltern ein, das schwer verletzt wurde. Eine 59 Jahre alte, deutsche Erzieherin versuchte einzugreifen, wurde von dem Mann weggestoßen, stürzte und brach sich dabei eine Hand. Zwei Männer stellten sich gegen den Täter: Der 41-jährige Deutsche Kai-Uwe Danz wurde tödlich verletzt, ein 72-jähriger Deutscher wurde schwer verletzt.
Der flüchtende Täter wurde von zwei weiteren Passanten verfolgt und nach zwölf Minuten unter der Grünbrücke der Wilhelm-Hoegner-Anlage im Gleisbett der Bahnstrecke Aschaffenburg–Miltenberg von der Polizei gestellt und festgenommen. Das mutmaßliche Tatmittel wurde sichergestellt. Der Bahnverkehr in Aschaffenburg war zeitweise eingestellt worden.

## Tatverdächtiger
Der festgenommene Afghane Enamullah Omarzei wurde 1997 in Kundus geboren. Er reiste 2022 auf der Balkanroute über die Türkei nach Bulgarien, wo er registriert wurde, und von dort im November 2022 illegal nach Deutschland weiter. Am 9. März 2023 stellte er einen Asylantrag. Diesen lehnte das Bundesamt für Migration und Flüchtlinge (BAMF) am 19. Juni 2023 ab und ordnete gemäß Dublin-Verfahren die Zurückschiebung nach Bulgarien an. Die sogenannte Abschlussmitteilung verschickte das BAMF statt nach einer Woche im Regelverfahren jedoch erst über einen Monat später, am 26. Juli, an die zuständige Ausländerbehörde am Aufenthaltsort. (Das BMI gab im Januar 2025 dazu an, dass die Verzögerung wohl durch eine „hohe Arbeitsbelastung aufgrund der hohen Zugangszahlen im Jahr 2023“ zustande kam.) Eine Woche vor Ende der Rückführungsfrist konnte damit keine Rückführung mehr durchgeführt werden, so dass Deutschland für das Asylverfahren zuständig wurde. Der spätere Tatverdächtige soll im Dezember 2024 seine freiwillige Ausreiseabsicht schriftlich kundgetan haben. Daraufhin stellte das BAMF das Asylverfahren ein, und er wurde ausreisepflichtig.
Der Tatverdächtige war wegen dreier Gewalttaten polizeibekannt. Er war mehrfach in stationärer psychiatrischer Behandlung und wurde wieder entlassen. Laut einem Bericht der Frankfurter Allgemeinen Zeitung lagen weder die rechtlichen Voraussetzungen für einen Haftbefehl noch für eine dauerhafte Unterbringung in einem psychiatrischen Krankenhaus vor. Im Dezember 2024 sei gerichtlich eine Betreuung angeordnet worden.

## Ermittlungen
Einen Tag nach dem Vorfall ordnete eine Ermittlungsrichterin am Amtsgericht Aschaffenburg eine einstweilige Unterbringung des Mannes in einer psychiatrischen Klinik an, unter dem Vorwurf zweifach vollendeten und zweifach versuchten Mordes, jeweils in Tateinheit mit gefährlicher Körperverletzung. Ein psychiatrisches Gutachten kam zu dem Ergebnis, dass der Tatverdächtige zum Zeitpunkt des Angriffs aufgrund einer psychischen Erkrankung schuldunfähig war. Die Staatsanwaltschaft kündigte daraufhin an, den Mann im Rahmen eines Sicherungsverfahrens dauerhaft in der Psychiatrie unterbringen zu wollen.

## Reaktionen

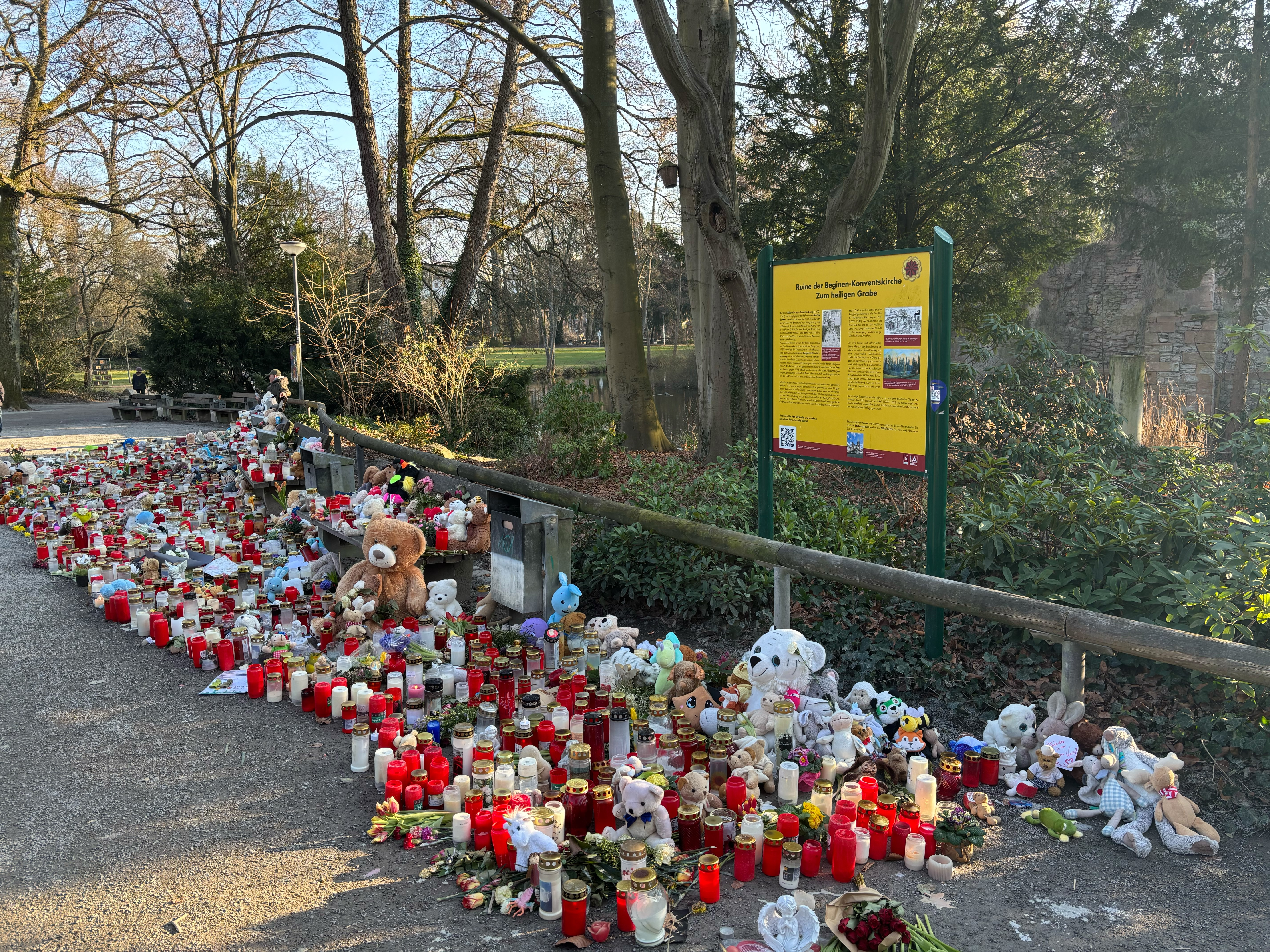
Kerzen am Tatort

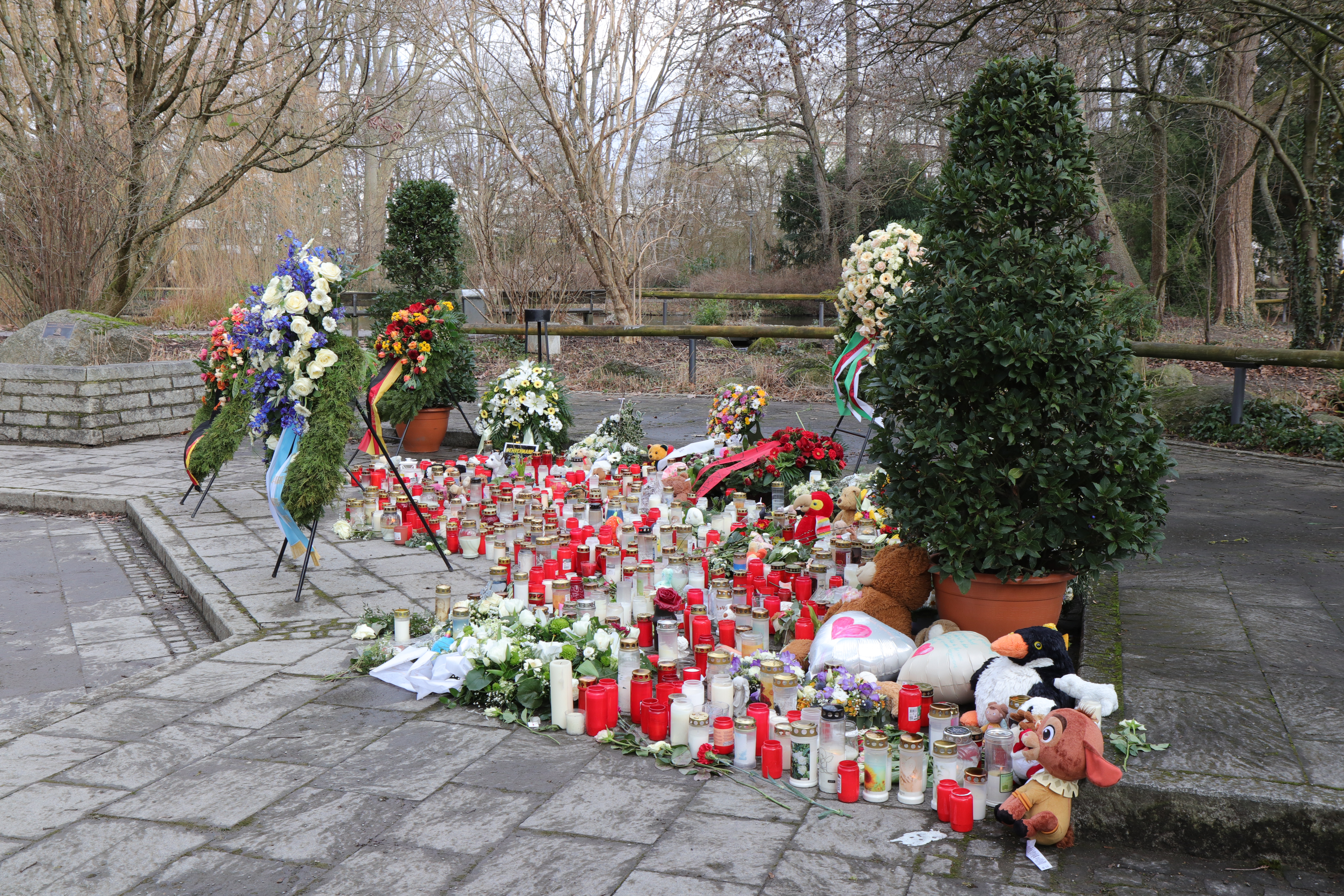
Kränze

### Trauer und Gedenken
Am 25. Januar 2025 fand die Trauerfeier für den getöteten zweijährigen Jungen in der Frankfurter Tarik-Ben-Ziyad-Moschee statt. Rund tausend Menschen nahmen teil, Frankfurts Oberbürgermeister Mike Josef legte einen Kranz nieder. Tags darauf fand in Aschaffenburg in der Stiftskirche St. Peter und Alexander ein ökumenischer Gedenkgottesdienst statt, an dem auch Bundesinnenministerin Nancy Faeser (SPD) und der bayerische Ministerpräsident Markus Söder (CSU) teilnahmen, der von den Bischöfen Christian Kopp und Franz Jung geleitet wurde und in dem Zischan Mehmood, der Imam der Aschaffenburger Ahmadiyya Muslim Jamaat daran erinnerte, dass nicht nur der mutmaßliche Täter, sondern auch der getötete marokkanische Junge einen Migrationshintergrund hat. Faeser und Söder legten am Tatort Kränze nieder, Söder hatte für den 26. Januar Trauerbeflaggung angeordnet.

### Politik
Infolge der tödlichen Tat einen Monat vor der Bundestagswahl 2025 – nach dem Messerangriff in Mannheim im Mai, dem Messeranschlag in Solingen im August und dem Anschlag auf den Magdeburger Weihnachtsmarkt im Dezember 2024 – intensivierte sich die politische Debatte über Migration. Führende Politiker von CSU, CDU, AfD, BSW und FDP forderten Verschärfungen in der Asylpolitik. Der stellvertretende Vorsitzende der Deutschen Polizeigewerkschaft Manuel Ostermann forderte mehr Abschiebehaftplätze und eine Zuständigkeitserweiterung der Bundespolizei. Vertreter der Bundesregierung und der Bayerischen Staatsregierung warfen sich gegenseitig vor, für die nicht erfolgte Abschiebung des Tatverdächtigen verantwortlich zu sein.
Friedrich Merz kündigte an, er werde im Falle eines Wahlsiegs anweisen, alle deutschen Landgrenzen dauerhaft zu kontrollieren und alle Versuche der illegalen Einreise ausnahmslos zurückzuweisen. Ob dies mit deutschem und europäischem Recht vereinbar und praktisch umsetzbar ist, ist umstritten.
Die CDU veröffentlichte Entwürfe, die die Bekämpfung illegaler Migration und die Verbesserung der Inneren Sicherheit zum Ziel haben sollen. Der Entschließungsanträge „Fünf-Punkte-Plan“ wurde in den Bundestag eingebracht und das im September 2024 eingebrachte „Zustrombegrenzungsgesetz“ wurde zur Abstimmung gestellt. Dass Merz für seine Vorhaben eine Mehrheit mit den Stimmen der AfD in Kauf nahm, stieß auf starke Kritik, insbesondere von SPD, Grünen und Linken, aber auch aus der Zivilgesellschaft. Medien sprachen von einem „beispiellose[n] Vorgang“ (Tagesschau) und einem Tag, der „die Politik in Deutschland“ verändere (Spiegel Online). Die Bevollmächtigte des Rates der EKD bei der Bundesrepublik Deutschland und das Berliner Büro des römisch-katholischen Kommissariats der Deutschen Bischöfe sprachen sich in einer gemeinsamen Stellungnahme gegen die Gesetzentwürfe aus. Die Stellungnahme stieß jedoch auf Kritik der Bischofskonferenz, deren Generalsekretärin Beate Gilles in einem offenen Brief erklärte, dass das Vorgehen nicht abgestimmt war. „Zeitpunkt und Tonlage der aktuell geführten Debatte befremden uns zutiefst“. FDP und BSW begrüßten den Vorstoß der CDU und signalisierten, ihre Zustimmung nicht vom Abstimmungsverhalten der AfD abhängig zu machen. Dass Bundeskanzler Olaf Scholz beim Migrationsthema nur darüber rede, was nicht geht, wurde von Julius Betschka im Stern als „Bankrotterklärung“ gewertet.
RND-Redakteur Matthias Koch warf Politikern vor, insbesondere in Zeiten des Wahlkampfs schnell zu Etiketten zu greifen, ohne das eigentliche Problem, „das Abdriften einsamer Männer in eine psychische Krankheit“, wahrhaben zu wollen. So kritisierte auch Jan van Aken (Die Linke), dass nach der Tat vor allem um Abschiebung und Asyl diskutiert worden sei, während die Aufmerksamkeit auf die psychische Krankheit des Täters sowie auf den gesellschaftlichen Umgang damit gerichtet werden müsse.
Am Tatabend kam es nach einem Aufruf in rechten Foren zu einer Kundgebung vor dem Aschaffenburger Rathaus und einem Schweigemarsch von etwa 80 bis 100 Personen. Linke Gegendemonstranten protestierten gegen diese Gruppe. Die Polizei trennte beide Lager. Als Zeichen ihrer Anteilnahme legten Menschen am Ort des Geschehens Blumen und Kränze ab, zündeten Lichter an und zeigten sich nach Ansicht des Lokalsenders Radio Primavera „angewidert von der politischen Vereinnahmung der Bluttat“.
Björn Höcke versuchte bei einer von der AfD ausgerichteten Gedenkveranstaltung am 24. Januar einen „Kranz zu Ehren der Getöteten“ niederzulegen, woran er aber von „Gegendemonstranten der Antifa“ gehindert wurde, die darin eine „Vereinnahmung des Gedenkens durch die AfD“ sahen.
Bei einem Gedenkakt zu Ehren der Opfer des Nationalsozialismus in Schloss Dachau erklärte der bayerische Ministerpräsident Markus Söder am 23. Januar 2025, der Messerangriff sei „ein ähnlich schlimmes Ereignis“ gewesen. Das Fürther Bündnis gegen Rechtsextremismus und der Publizist Max Czollek warfen ihm daraufhin Verharmlosung der Shoah vor.

## Retter und Helfer
Bereits im Januar 2025 wurde der Deutsche Michael Hein als „Held von Aschaffenburg“ bekannt. Hein hatte den Täter verfolgt, die Polizei mit seinem Mobiltelefon zum Festnahmeort geführt und über die Festnahme ein Video aufgenommen.
Im April 2025 wurde zudem bekannt, dass der Somalier Odowaa, der in den Medien ebenfalls als „Held von Aschaffenburg“ bezeichnet wurde, bis zum 8. Juli nach Italien ausreisen sollte. Sonst würde nach der Dublin-II-Verordnung die Abschiebung nach Italien erfolgen. Odowaa war im Januar 2024 aus Italien nach Deutschland eingereist. Er hatte bei der Festnahme des Täters nach dem Messerangriff mitgewirkt, indem er den Täter verfolgte. Markus Söder schrieb in seinem Dankesbrief: „In dieser entsetzlichen Situation haben Sie in herausragender Weise Entschlossenheit und Mut bewiesen.“ Bis zum Nachmittag des 6. April unterschrieben auf change.org mehr als 10.000 Menschen eine Petition für einen Stopp der Abschiebung, eine weitere Petition für die Überprüfung der Abschiebung hatte zudem knapp 6.000 Unterschriften gesammelt. Die Regierung Unterfranken bezeichnete den Vorgang als Missverständnis, nur seine aktuelle Duldung sei bis zum 8. Juli 2025 befristet und müsse nur verlängert werden. Er soll vor Gericht aussagen.
Am 12. Mai 2025 wurden schließlich mehrere Personen von Ministerpräsident Söder in München geehrt. Der getötete Helfer Kai-Uwe Danz, Leonore Purwien, Susann Müller und Susanne Nett wurden mit der Bayerischen Rettungsmedaille ausgezeichnet. Das Verhalten von Kai -Uwe Danz sei „tief beeindruckend“ gewesen und verdiene „höchste Anerkennung“. Leonore Purwien wurde für die Wiederbelebung des schwer verletzten Kindes ausgezeichnet. Ahmed Mohamed Odowaa, Christian Fieps, Johannes Rücker und Manuel Schlett wurde die Christophorus-Medaille verliehen.